# 홍연아
홍연아(洪姸娥, 1972년 7월 5일~)는 대한민국의 정치인이다. 민선 5기 경기도의원, 민선 4기 경기도 안산시의원을 지냈다.

## 학력
- 숙명여자고등학교 졸업
- 고려대학교 이과대학 전산과학과 졸업

## 경력
- 2005 본오동 통일노래자랑 추진위원장
- 무료공부방 안산열린교실 대표
- 전국학습지산업노동조합 교육선전국장
- 안산여성인력개발센터 운영위원
- (사)안산시 자원봉사협의회 이사
- (가)상록고등학교설립추진위원회 집행위원장
- 경기도교육청 주민참여 예산자문위원회 위원
- 통합진보당 중앙위원, 경기도당 여성위원장
- 2006.07~2010.06 제5대 경기도 안산시의회 의원
- 2006.07~2008.07 제5대 경기도 안산시의회 전반기 경제사회위원회 위원
- 2006.07~2008.07 제5대 경기도 안산시의회 전반기 예산결산특별위원회 위원
- 2007.06~2008.12 제5대 경기도 안산시의회 안산광역전철의효율적인건설사업대책특별위원회 위원
- 2008.07~2010.06 제5대 경기도 안산시의회 후반기 경제행정위원회 위원
- 2008.07~2010.06 제5대 경기도 안산시의회 후반기 예산결산특별위원회 위원
- 2009.03~2009.05 제5대 경기도 안산시의회 일자리창출대책특별위원회 위원
- 2009.04~2009.06 제5대 경기도 안산시의회 (재)에버그린21행정사무조사특별위원회 위원
- 2012.04~2014.06 제8대 경기도의회 의원
- 2012.04~2012.07 제8대 경기도의회 전반기 보건복지공보위원회 위원
- 2012.07~2014.06 제8대 경기도의회 후반기 행정자치위원회 위원
- 경기도 안산·시흥 비정규노동센터 이사

## 수상
- 2010.01 제2회 매니페스토 약속대상 기초지방의원분야 우수상

## 역대 선거 결과
|  | 12.82% |

|  | 16.65% |

|  | 54.66% |

|  | 13.32% |

|  | 2.01% |

|  | 1.98% |